# ハドソン湾遠征
ハドソン湾遠征 （ハドソンわんえんせい、英: Hudson Bay expedition）は、アメリカ独立戦争最終盤の1782年に、ラ・ペルーズ伯爵の率いるフランス海軍戦隊がハドソン湾岸にあったハドソン湾会社の毛皮交易基地や砦を襲撃した一連の行動である。カプ・フランセ（ハイチ）を出港したこの遠征はフランスとイギリスの間の世界規模に広がった海軍戦争の一部となった。
ラ・ペルーズ伯爵は、フランスの海軍大臣カストリーズ侯爵からの秘密の命令で行動し、1782年5月にカプ・フランセを出港し、8月初旬にプリンス・オブ・ウェールズ砦の前に到着した。この砦とヨーク・ファクトリーのどちらも戦うことなく降伏したが、ヨーク・ファクトリーに保管されていた毛皮の幾らかは、フランス戦隊から巧みに逃れたハドソン湾会社の商船によって運び去られた。
イギリス人捕虜の多くはスループ船に乗せられ、イングランドに送り返された。ラ・ペルーズ伯爵戦隊は機密を守るために最小の冬の備えで航海して来ていたので、乗組員の多くがその苦難の故に壊血病などの病気を患った。ハドソン湾会社の財政はこの襲撃で悪化し、それが会社と取引をしていたインディアンの人口を減らす要因にもなった。

## 背景
フランス海軍の大佐であるラ・ペルーズ伯爵は1780年遅くにフランスを訪れている間に、ハドソン湾会社の毛皮交易基地に対する遠征のアイディアを先ず、フランス港湾大臣のシャルル・ピエール・クラレット・ド・フルリューに提案した。海軍大臣カストリーズ侯爵と国王ルイ16世がこの計画を承認し、カストリーズは、そのような遠征が現実のものとなったときに、ラ・ペルーズが仕えている艦隊司令官の誰にも優先できるような秘密命令を発した。その案は隠密裡に小さな艦隊を編成し、フランスの船舶が入ることのできる北アメリカ大陸の最北の港、ロードアイランドのニューポートもしくはマサチューセッツのボストンからできるだけ速やかに北のハドソン湾にむかうことだった。
1781年の作戦シーズンでラ・ペルーズの任務はその秘密命令を実行できる機会が取れなかったが、1782年4月のセインツの海戦でフランス海軍が大敗した後にその機会が訪れた。フランスとスペインはジャマイカに対する攻撃を計画していたが、セインツの海戦ではド・グラス伯爵とその旗艦ヴィル・ド・パリが捕まったことなどを含め損失が大きく、その遠征を中止することになった。ラ・ペルーズは海戦後にカプ・フランセに戻ると、ド・グラスの後継者ルイ＝フィリップ・ド・ヴォードレイユにそのアイディアを上申した。ヴォードレイユがその作戦を承認し、ラ・ペルーズに3隻の艦艇を与えた。すなわち、戦列艦のセプター（大砲74門）、フリゲート艦のアストレー（大砲38門）とアンガジュアン（大砲34門）だった。アストレーはポール・アントワーヌ・フルリオー・ド・ラングルが、アンガジュアンはアンドレ・シャルル・ド・ラ・ジェイルが指揮した。
フランスは極北では行動できるシーズンが短いことを知っていたので、遠征の準備は秘密に、また幾分急いで行われた。乗組員と士官達には目的地が知らされず、ラ・ペルーズはあらゆる疑念を避けようとして、耐寒用衣類の携行も避けた。ヴォードレイユ提督の報告書には艦隊の目的地をフランス、寄港地をニューポートもしくはボストンと記しており、ラングルとラ・ジェイルはノバスコシアの緯度に達したときに初めて開封できる封印された命令書が渡された。この艦隊にはオーゼロワ連隊の正規歩兵250名、砲兵40名、野砲4門および迫撃砲2門を乗せていた。兵士達はニューポートのフランス陸軍を補充しに行くのだと告げられていた。2週間の準備を行った後、艦隊は1782年5月31日にカプ・フランセを出港した。

## 遠征

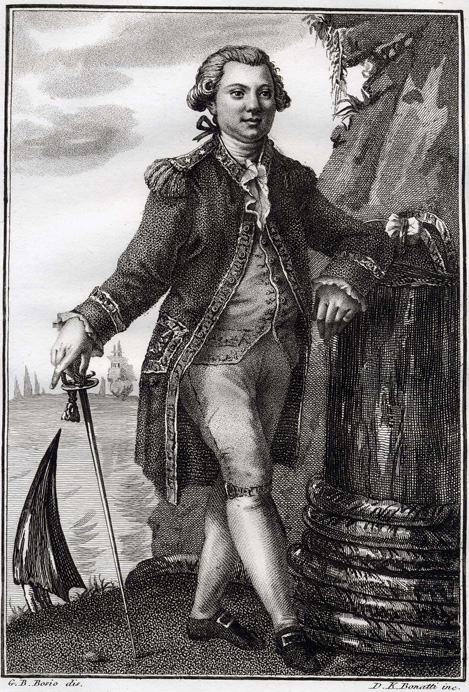
ラ・ペルーズ伯爵の版画、D. K. Bonatti制作

艦隊は7月17日に事故も無くハドソン海峡の入り口にあるレゾリューション島に到着し、海峡を抜けてハドソン湾に入った。湾内を航行しているとき、プリンス・オブ・ウェールズ砦に向かっているハドソン湾会社の商船シーホースと出会った。ラ・ペルーズはフリゲート艦の1隻にその後を追わせた。シーホースの船長ウィリアム・クリストファーはフランス艦船の挙動から湾の正確な海図を持っていないと感知し、策略をもって逃亡した。クリストファーは停船の準備をしているかのように見せるために帆を畳むよう命令を出した。このことでフランス艦の艦長も前方に浅い水域があると思い込み、碇を降ろした。フランス艦が碇を降ろすのを見たクリストファーは帆を上げさせて、フランス艦が碇を巻き上げる前にその場から逃走した。

### プリンス・オブ・ウェールズ砦
8月8日、ラ・ペルーズはプリンス・オブ・ウェールズ砦に到着した。その砦は印象的ではあるが、今にも崩れそうな石造りの砦であり、39名の文民が守っているだけだった。そこの知事であるサミュエル・ハーンは翌日にフランス軍の勢力が分かってきたときに、一発の砲弾を放つことなく砦ごと降伏した。その部下の幾人かが「ブドウ弾を装填した重砲でフランス軍を攻撃する許可」を求めたにも拘わらず、ハーンは降伏した。フランス軍は艦船の補給を行い、砦の大砲を押収した後に、施設の略奪を行った。ハーンに拠れば、フランス軍は7,500枚以上のビーバーの生皮、4,000枚のテンの生皮、および17,000本のガチョウの羽を持って行った。砦を壊すために2日間を費やしたが、砲台を破壊することと城壁の上部を壊しただけだった。捕虜の多くが砦の側に停泊していたハドソン湾会社の商船セバーンに乗せられる一方で、その他の者はフランス艦船に乗せられ、何人かは乗組員に組み入れられた。

### ヨーク・ファクトリー
ラ・ペルーズは続いてハドソン湾会社の小さな船の大半を集め、8月11日にヘイズ川とネルソン川の間の半島にある交易基地ヨーク・ファクトリーに向けて出港した。ペルーズの報告書に拠れば、8月20日にヨークから約5リーグ (24 km) の地に到着した。砦の守備側はヘイズ川に面しており、ハドソン湾会社の商船キングジョージが停泊しており、流れの速いヘイズ川のために抵抗を受けながらそこに近づくのは不可能だった。

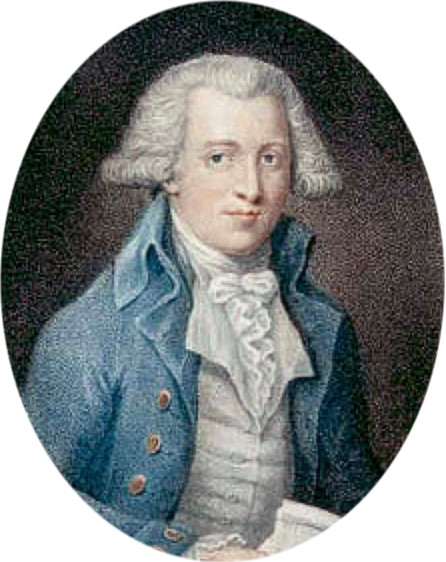
プリンス・オブ・ウェールズ砦のサミュエル・ハーン知事

ラ・ペルーズはネルソン川の河口に入り、砦には約16マイル (26 km) 離れた後方から接近する作戦で、部隊をハドソン湾会社の小さな船に移乗させ、上陸作戦に備えさせた。続いて工兵にネルソン川の水深を測らせると、小さな船でもその浅さのために適切な上陸地点に接近するのが難しいことが分かった。その小さな船は引き潮のために泥の中に嵌り、翌朝3時まで脱出できなかった。ラングル艦長は上陸部隊の指揮官メジャー・ロスタンに泥地を徒歩で渉るよう提案した。ロスタンが同意し、浅瀬を横切るために出発した。彼等は知らなかったが、陸地まで行き着かなければ状態は良くならず、沼地を抜けて砦に辿り着くまでに2日間を要した。上陸部隊が移動している間に、悪天候のために艦隊の安全が脅かされていたので、ラ・ペルーズは艦隊に戻った。大時化の中でフリゲート艦2隻は水中の鋭い岩に碇綱を切られて碇を失った。
ヨーク・ファクトリーには60名の白人と12名のインディアンが駐屯していた。フランス艦船を視認するとハンフリー・マーテン知事は商品をキングジョージに積み込ませ、フランス軍の手に落ちないように図った。8月24日にフランス軍が到着すると、マーテンは砦ごと降伏した。艦隊の到着した夜の間に出港したキングジョージをラ・ペルーズは1隻のフリゲート艦に追わせたが、キングジョージ船長のジョナサン・ファウラーは湾の浅い水域を良く知っていたので、うまく追跡をかわすことができた。ロスタンは砦の守備隊を捕虜にし、取っていけないものを破壊し、木製の砦を灰燼に帰させた。ロスタンは砦を交易のために訪れるインディアンが使う貯蔵品を保存しておくよう注意を払った。これらの行為やラ・ペルーズが捕虜を扱う時の配慮はハーン、ルイ16世およびイギリス政府の認めることとなった。
ラ・ペルーズは8月26日になってから砦の占領を知り、うち続く悪天候とフリゲート艦のトラブルのために8月31日にやっとロスタンの部隊と合流した。降伏の条件にはセバーン砦など小さな前身基地の降伏も含まれていた。ラ・ペルーズは季節も遅くなっており、艦船や乗組員の状態も悪かったので、セバーン砦には行かないことにした。乗組員は壊血病などの病気を患う者が多かった。艦船に物資や補給品を積み込む課程で、小さな船5隻が転覆し、15名の者が溺れた。

## 遠征の後
ラ・ペルーズは大西洋への帰還を始め、セバーンをレゾルーション岬まで曳航していった。セバーンはそこで解放されイングランドへの帰還を許された。ラ・ペルーズはセプターとアンガジュアンを率いてカディス（スペイン）に向かい、アストレーは遠征の成功をパリに報告するためにブレストに向かった。この遠征は乗組員には大変な苦難を強いていた。艦船がヨーロッパに戻った時までに、セプターでは60名のみが働ける状態であり（出発したときは陸兵を含めておよそ500名が乗り込んでいた）、約70名は壊血病で死亡していた。アンガジュアンでは、壊血病で15名が死亡し、ほとんど全員が何らかの病気に罹っていた。両艦とも寒い気候と浮氷塊に当たって損傷を受けていた。フルリオー・ド・ラングルは10月遅くにブレストに着いたときに、「カピタン・ド・ベッソー」（海軍大佐）への名誉昇進を受けた。
ハドソン湾会社に拠れば、プリンス・オブ・ウェールズ砦で奪われた商品の価値だけで14,000ポンド以上であり、ラ・ペルーズの襲撃は会社の財政に大きな打撃を与えたので、1786年まで配当金を払えなくなった。1783年パリ条約で和平がなったとき、フランスはハドソン湾会社にその損失を補償することに合意した。この襲撃はハドソン湾会社の交易関係に恒久的な打撃を残さなかった。ハドソン湾会社と交易していたチペワイアン族インディアンは会社が物資を補給できなくなったために大きな影響を受け、その後の天然痘の流行によって北アメリカのインディアン人口は大きく減少した。ある推計ではチペワイアン族の人口は半減したとされている。ハドソン湾会社が2シーズンにわたってインディアンと交易できなかったことにより、生存者の多くはモントリオールとの交易関係を広げることになった。
ハーンとマーテンは降伏したことで会社から制裁を受けることはなかった。両名とも翌年には元の職に復帰した。フランス軍がプリンス・オブ・ウェールズ砦を占領したときに、サミュエル・ハーンの日誌を発見し、これをラ・ペルーズが戦利品として押収した。この日誌にはハーンが北アメリカの北限を探検したときの証言が書かれていた。ハーンはラ・ペルーズにその日誌の返還を誓願し、ラ・ペルーズはそれが出版されるという条件で応じた。ハーンがそれを出版する意図があったかどうかは不明だが、ハーンが死んだ1792年までに、原稿を準備し、出版社に送っていた。その日誌は1795年に『ハドソン湾のプリンス・オブ・ウェールズ砦から北洋への旅』として出版された。
ラ・ペルーズはルイ16世から800リーブルの昇級で報償された。その功績はヨーロッパと北アメリカの大衆からも賞賛を受けた。次の大きな任務は1785年の太平洋に向けた探検だった。フルリオー・ド・ラングルが再度副指令として参加したその艦隊は1788年春にオーストラリアの近海で目撃されたのが最後だった。この遠征の残骸が発見されてきたが、ラ・ペルーズの運命は不明なままである。

## 関連図書
- Gréhan, Amédée (1853) (French), La France Maritime, Volume 1, Paris: Dutertre, OCLC 8738349 – A French account of the expedition
- Hearne, Samuel; McGoogan, Ken (2007), A Journey to the Northern Ocean: The Adventures of Samuel Hearne, Surrey, BC: TouchWood Editions, ISBN 9781894898607, OCLC 156833936 – Samuel Hearne's journal